# 골프존홀딩스
골프존홀딩스(영어: GOLFZON HOLDINGS)는 서울특별시 강남구에 본사를 둔 골프 플랫폼 기업이다.

## 계열사

### 상장 기업
- 골프존

### 비상장 기업
- 골프존카운티
  - 골프존카운티매니지먼트
  - 골프존카운티자산관리
  - 골프존카운티선운
  - 골프존카운티영천
- 골프존커머스[4]
- 골프존클라우드[b]
- 뉴딘콘텐츠

### 내용주
1. ↑  그룹내 통일성을 강화하고 일관된 브랜드 이미지를 구축하기 위함
2. ↑  골프존데카에서 사명 변경